# 조선간호대학교
조선간호대학교(朝鮮看護大學校, Chosun Nursing College)는 대한민국 광주광역시 동구에 위치한 사립 전문대학이다.

## 연혁
1971년 조선대학교 병설 간호전문학교로 설립되었으며 1979년 학제개편에 따라 조선대학교 병설 간호전문대학으로 이름을 바꾸었고 1998년 현재의 조선간호대학교로 교명이 변경되었다.
- 2018년 : 교육부 대학기본역량진단평가 결과 역량강화대학 선정 및 조건부 일반재정지원[2]

## 교육편제
조선간호대학교는 간호학과 단일과로 운영한다.
- 간호학과

## 같이 보기
- 조선대학교
- 조선이공대학교